# Mimosa adenocarpa
Mimosa adenocarpa är en ärtväxtart som beskrevs av George Bentham. Mimosa adenocarpa ingår i släktet mimosor, och familjen ärtväxter. Inga underarter finns listade i Catalogue of Life.